# Waltraud Gebert-Deeg
Waltraud Gebert-Deeg (* 9. Dezember 1928 in Kardaun bei Bozen, als Waltraud Gebert; † 31. Jänner 1988 in Bruneck; auch Waltraud Gebert Deeg) war eine italienische Politikerin der Südtiroler Volkspartei und Mitglied der Landesregierung.

## Leben
Waltraud Gebert wurde am 9. Dezember 1928 als älteste Tochter von zehn Kindern in einem kleinen Ort nahe Bozen geboren. Ihr aus der Salzburger Gegend stammende Vater Theobald Gebert und ihre aus Klausen stammende Mutter Philomena Marzoner waren gemeinsam Verwalter des Gutshofes von Schloss Prösels. Sie besuchte die Oberschule im badischen Achern und erwarb mit der Reifeprüfung an der Meraner Lehrerbildungsanstalt die Qualifikation zur Volksschullehrerin. In den folgenden Jahren unterrichtete sie in Gais, Reischach und Bruneck. 1966 heiratete sie den Baden-Württemberger Siegfried Deeg und brachte 1972 ihre Tochter Waltraud Deeg zur Welt.
Gebert-Deeg engagierte sich früh im Katholischen Verband der Werktätigen. Bei den Wahlen 1964 wurde sie auf der Liste der Südtiroler Volkspartei (SVP) – zusammen mit Lidia Menapace von der Democrazia Cristiana als erste Frau überhaupt – in den Landtag und damit gleichzeitig den Regionalrat Trentino-Südtirol gewählt. Von 1965 bis 1974 war sie als Ersatzlandesrätin in den Kabinetten Magnago II und Magnago III Mitglied der Südtiroler Landesregierung.
1974 wurde Gebert-Deeg im Kabinett Magnago IV Landesrätin für das Sozial- und Gesundheitswesen. Diese Ressorts kamen erst 1975 und 1978 in den Zuständigkeitsbereich Südtirols und mussten erst aufgebaut werden. Sie zeigte daneben auch großes Engagement in der Frauenpolitik und gehörte zu den Gründern des Weißen Kreuzes und anderer karitativer Einrichtungen.
Nach einer weiteren Amtszeit im Kabinett Magnago V verließ Gebert-Deeg 1984 die Landesregierung und war bis 1986 Präsidentin und von 1986 bis zu ihrem Tod am 31. Jänner 1988 Vizepräsidentin des Landtags.

## Auszeichnungen und Ehrungen
Gebert-Deeg wurde u. a. das Verdienstkreuz des Landes Tirol verliehen. Zudem war sie Ehrenpräsidentin der von ihr einst mitgegründeten Südtiroler Lebenshilfe.
Nach ihrem überraschend frühen Tod kam es bei ihrer Beerdigung am 3. Februar 1988 in Bruneck zu einem großen Trauerzug, zu dem Menschen aus allen Landesteilen angereist waren. Der langjährige Landeshauptmann Silvius Magnago würdigte sie mit den Worten: „Besonders die älteren Menschen, hilfsbedürftige Behinderte, in Not geratene Witwen oder kinderreiche Arbeiterfamilien sahen in ihr eine gütige Landesmutter, die sich immer mit Geduld und Offenherzigkeit all ihrer Anliegen annahm und half, wo sie nur konnte.“
2008 entschieden sich Bozen sowie ihre Heimatstadt Bruneck, ihr eine Straße zu widmen. In Bozen wurde hierzu ein Teil der Francesco-Baracca-Straße umbenannt, in Bruneck die bisherige Nikolaus-Cusanus-Straße. In Bruneck trugen bereits zuvor ein Kindergarten sowie das örtliche Kinderheim ihren Namen.